# Jacopo Bellini

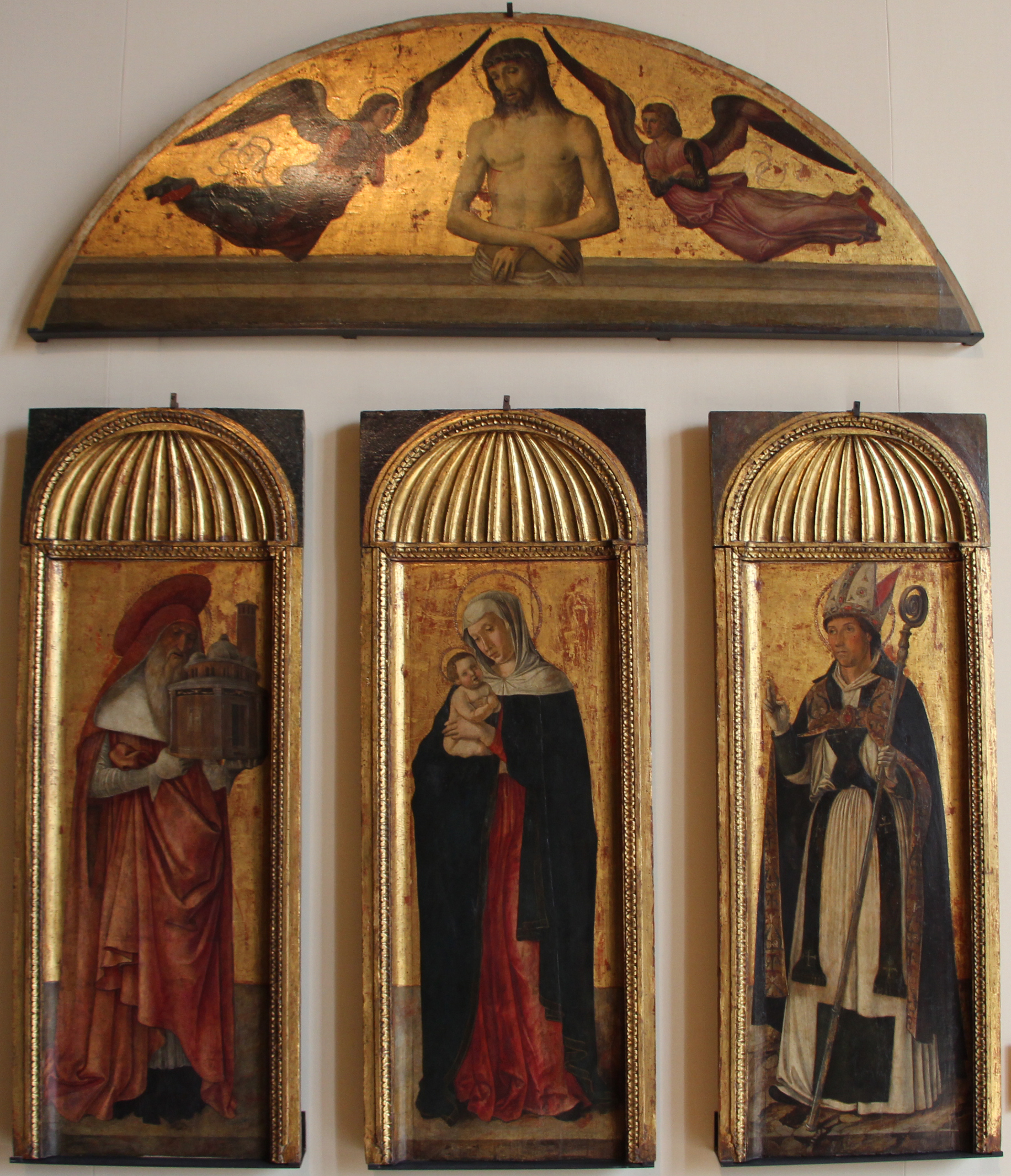
Jacopo, Gentile und Giovanni Bellini: Polyptychon der Madonna, ca. 1464–70, Gallerie dell’Accademia, Venedig

Jacopo Bellini, auch Giacomo Bellini (* um 1400 vermutlich in Venedig; † um 1470/71 in Venedig) war ein italienischer Maler der venezianischen Schule.

## Leben
Jacopo Bellini war Sohn eines Zinngießers. Wo und bei wem er zu lernen begann, ist unbekannt, doch war er während eines Aufenthalts in Florenz, von 1422 bis 1425, gegen 1423 als Schüler und Gehilfe in der Werkstatt des Gentile da Fabriano tätig. Er muss sich dabei als sehr tüchtig gezeigt haben, da er den Neid der einheimischen Künstler erregte. Diese stachelten vermutlich einige Jugendliche dazu an, am 11. Juni 1423 die Werkstatt des Gentile zu überfallen und mit Steinen zu bewerfen. Um diese und die Kunstwerke zu beschützen, verteidigte sie Jacopo Bellini und verletzte dabei offensichtlich einen oder mehrere der Angreifer. Dafür musste er eine lange Gefängnisstrafe verbüßen und Florenz danach verlassen. Es wird angenommen, dass er Gentile 1426 nach Rom begleitete. Wie lange er dort blieb, ist nicht bekannt. In den Folgejahren hielt er sich aber wohl vornehmlich in Venedig und Umgebung auf.
1429 wurde sein erster Sohn geboren, den er in Bewunderung seines Lehrmeisters Gentile nannte. Um 1430/31 wurde sein Sohn Giovanni geboren. Beide Söhne gehören zu den größten Malern Venedigs.
Gegen 1436 weilte Jacopo in Verona, wo er den Dom mit einem heute verlorenen Kreuzigungsfresko schmückte. 1437 war er wieder in Venedig, wo er Mitglied der Scuola Grande di San Giovanni Evangelista wurde, für die er eine „Maria mit dem Kinde“ und 18, heute ebenfalls verlorene Tafeln mit Szenen aus den Leben Christi und Mariae malte. Im Jahre 1441 war er für kurze Zeit am Hof von Ferrara, wo er das Grabmal für Niccolò d’Este entwarf. Gleichzeitig porträtierte er dessen Sohn Leonello. Danach blieb er bis mindestens 1457 in Venedig, bevor er auch nach Padua reiste, wo er weitere bedeutende Werke schuf, unter anderem den Entwurf für den Altar der Grabkapelle des condottiere Gattamelata in der Sankt Antonius Basilika (Signiert von allen dreien, sind die zerstreut erhaltenen Teile des nurmehr unvollständigen Triptychons nicht von seiner Hand. Der linke Flügel ist von Gentile, die dreiteilige Predella von Giovanni ausgeführt).

## Stil
Jacopo Bellini kann als der Maler angesehen werden, der den Geist und die Traditionen der Renaissance nach Venedig brachte. Während seine Zeitgenossen wie Giambono, Jacobello del Fiore und Antonio Vivarini weiterhin am Stil byzantinischer Ikonen festhielten und diesen lediglich mit einem Hauch von gotischer Eleganz bereicherten, war Jacopo von Anfang an von den Florentinern beeindruckt. Neben seinem Meister Gentile da Fabriano bewunderte er auch Andrea del Castagno, den Bildhauer Donatello, Paolo Uccello und vor allem wohl Fra Filippo Lippi. Er genoss recht schnell einen guten Ruf, der seinen Namen an allen bedeutenden Fürstenhöfen in Italien bekannt machte. Er revolutionierte die Malerei in Venedig und bereitete den Weg für seine talentierten Söhne, aber auch Künstlern wie Giorgione und Tizian.

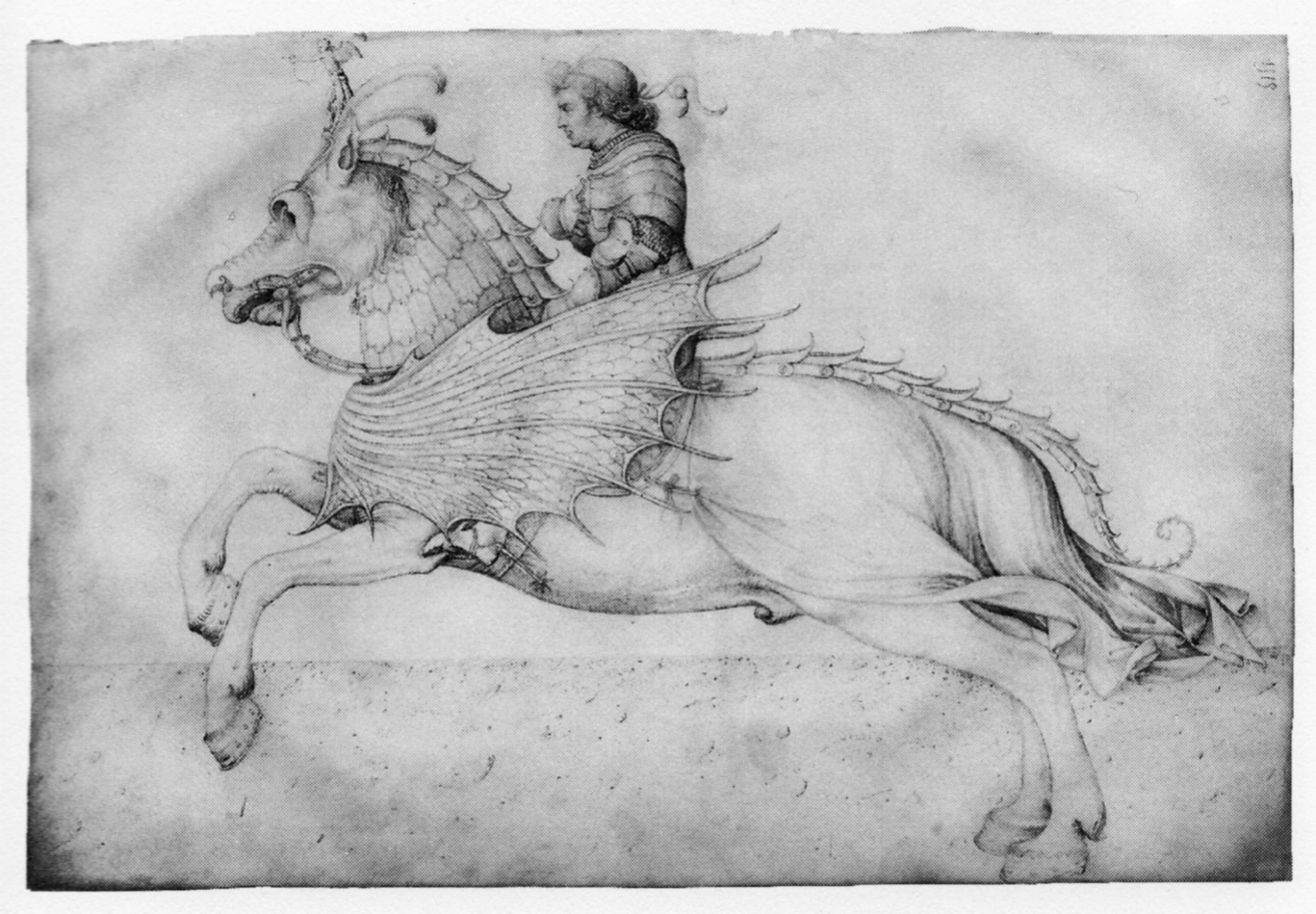
Ross und Reiter im Harnisch (Louvre)

Von noch größerer kunstgeschichtlicher Bedeutung als seine Gemälde sind die erhalten gebliebenen Zeichnungen. Als einer der ersten Künstler überhaupt schuf er Skizzen zu allen möglichen Themenkreisen. Neben Antikenstudien hinterließ er auch eine große Anzahl von Figuren-, Akt- und Gewandstudien. Er zeichnete sowohl religiöse als auch profane Szenerien und solche der antiken Mythologie. Viele weitere Zeichnungen zeigen Tiere. Der Großteil dieser Zeichnungen befindet sich in zwei Skizzenbüchern, die sich heute im Besitz des Britischen Museums in London und im Louvre in Paris befinden.

## Ausgewählte Werke
- Bergamo, Accademia Carrara
  - Maria mit dem Kinde, um 1430
- Berlin, Gemäldegalerie

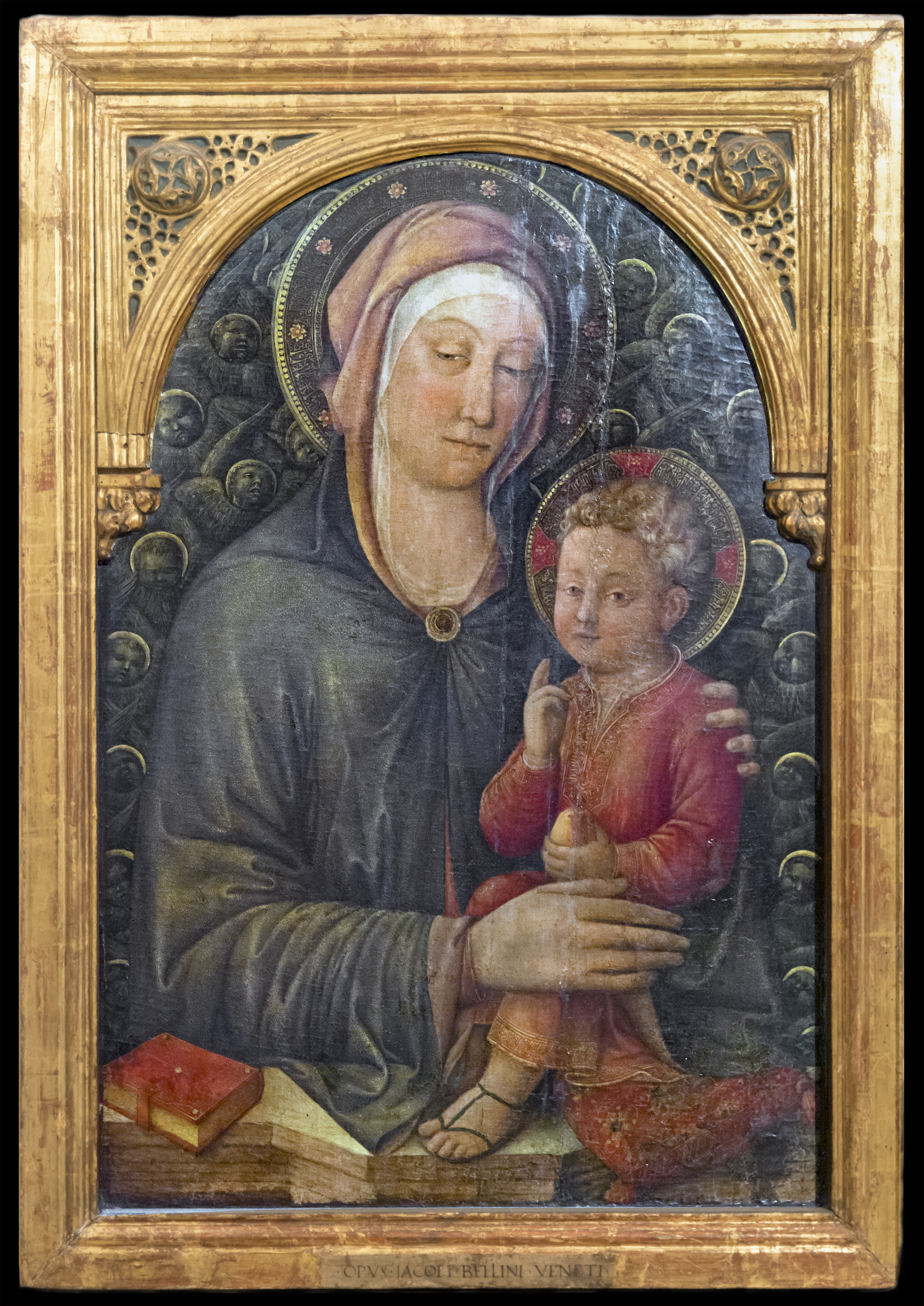
Maria mit dem Kinde und Engeln, um 1455, Venedig, Galleria dell Accademia

  - Der Evangelist Johannes, um 1430–1435
  - Der Apostel Petrus. um 1430–1435
  - Der heilige Hieronymus (Fragment), um 1430–1435
- ehemals Berlin, Kaiser-Friedrich-Museum
  - Die Beweinung Christi (Pietà) (zugeschrieben – wahrscheinlich 1945 zerstört)
- Brescia, San Alessandro
  - Verkündigungsaltar, 1441
- Ferrara, Pinacoteca
  - Die Anbetung der Könige
- Florenz, Galleria degli Uffizi
  - Maria mit dem Kinde, um 1450
- Gazzada, Collezione Cagnola
  - Maria mit dem Kinde, um 1430–1435
- Los Angeles, County Museum of Art
  - Maria mit dem Kinde. um 1465
- Lovere, Gallerie dell‘ Aba Tadini
  - Maria mit dem Kinde. um 1445
- Mailand, Pinacoteca di Brera
  - Maria mit dem Kinde, 1448
- New York, Brooklyn Museum of Art
  - Lesender heiliger Hieronymus
- New York, Metropolitan Museum of Art
  - Maria mit dem Kinde
- North Mimms, Collection W. Burns
  - Maria mit dem Kinde und Engeln, um 1455
- Padua, Museo Civico
  - Christus in der Vorhölle
- Paris, Musée National du Louvre
  - Maria mit dem Kinde und dem Stifter Lionello d‘Este, um 1440, Holz, 60 × 40 cm
- San Diego, Fine Arts Gallery
  - Maria mit dem Kinde
- Schweiz, Privatsammlung
  - Der heilige Hieronymus in der Wüste, um 1420–1430
- Venedig, Galleria dell Accademia
  - Maria mit dem Kinde und Engeln, um 1455
- Venedig, Museo Civico Correr
  - Die Kreuzigung Christi, um 1450
- Verona, Museo di Castelvecchio
  - Der büßende heilige Hieronymus
  - Die Kreuzigung Christi
- Washington, National Gallery of Art
  - Die Heiligen Antonius Abbas und Bernhard von Siena, um 1459/60
  - Bildnis eines Knaben, um 1470 (zugeschrieben)
- Verbleib unbekannt
  - Eine Heilige (Lucia? – Fragment). um 1430–1435 (ehemals Sammlung Jakob von Danza in Berlin)